# Läslustan
Läslustan var ett program i Sveriges Television som fokuserade på att ge boktips. Det sändes från Sundsvall 1986–1995. Programmet tjuvstartade i december 1985, under rubriken "Bara platta paket" och med syftet att ge boktips inför julen. Programledare under alla år var Gunnar Arvidsson och producent Ola Vading, vilka tillsammans också gjorde Café Sundsvall. En återkommande gäst i Läslustan var Carl Olof Josephson.
Läslustan hade som ambition att nå tittare som vanligtvis inte såg på kulturprogram. Konceptet var enkelt. Med en trave böcker på bordet samtalade programledare och inbjudna gäster om böcker i det aktuella utbudet som väckt den egna läslusten.
Sista programmet sändes i december 1995, under titeln "Platta paket, julklapps-tips för bokmalar". I programmet medverkade bland annat Gunilla Kindstrand, som blev programledare för Läslustans efterträdare Röda rummet.